# Аль-Мирдаси, Фахад
Фахад аль-Мирдаси (араб. فهد المرداسي‎; род. 16 августа 1985, Эр-Рияд) — саудовский футбольный судья. Арбитр ФИФА (2011).

## Карьера
Карьеру футбольного арбитра Фахад аль-Мирдаси начал в 2003 году в 18 лет. С 2009 года обслуживает матчи Саудовской Про-лиги. В 2011 году получил статус арбитра ФИФА. 14 декабря того же года Фахад дебютировал на уровне матчей сборных. Он был назначен главным судьёй игры сборных Палестины и Ливии, завершившейся вничью — 1:1.
Фахад аль-Мирдаси работает на матчах внутреннего чемпионата, международных играх клубов и сборных. Он обслуживал Кубок Азии 2015 (в том числе один из четвертьфиналов), 4 матча (включая финал) чемпионата мира U 20 в 2015 году, футбольный турнир на Олимпийских играх в Рио и Кубок конфедераций в России.
В апреле 2018 года был пожизненно дисквалифицирован Федерацией футбола Саудовской Аравии по причине участия в договорных матчах.